# Meister des Altars von Priesitz
Meister des Altars von Priesitz ist der Notname des spätgotischen Bildschnitzers, der den Flügelaltar der Elbschifferkirche in Priesitz an der Elbe geschaffen hat. Der Altar wurde von Schiffern aus Böhmen gestiftet, die in dieser Kirche ihre Reise zum Gebet unterbrachen. Der namentlich nicht bekannte Meister schnitzte für ihre Andacht sieben Figuren, eine Madonna mit Kind umgeben z. B. von den besonders in Böhmen verehrten Heiligen Adalbert von Prag und Wenzel von Böhmen sowie auch den Heiligen Christophorus, besonders im Mittelalter als Patron der Reisenden verehrt.
Der Altar und seine noch im Original erhaltene Bemalung wurden beim Elbhochwasser im Jahr 2002 stark beschädigt und sind inzwischen restauriert wieder in der Kirche zu sehen.